# Кіктьов Тарас Юрійович
Тарас Юрійович Кіктьов (нар. 7 листопада 1986 — пом. 16 липня 2012, Харків, Україна) — український футболіст, захисник.

## Кар'єра гравця
Тарас Кіктьов народився 7 листопада 1986 року. Футбольним азам навчався в УФК (Харків) та харківському «Металісті», в складі яких з 2000 по 2003 рік виступав у ДЮФЛУ. У 2004 році підписав свій перший професіональний контракт з харківським «Металістом», але через високу конкуренцію за основну команду харків'ян не зіграв жодного поєдинку чемпіонату України. У сезоні 2004/05 років виступав у друголіговому фарм-клубі харків'ян, «Металісті-2». Дебютував у складі другої команди металістів 24 липня 2007 року в переможному (1:0) домашньому поєдинку 1-го туру групи «В» проти полтавської «Ворскли-2». Тарас вийшов на поле в стартовому складі та відіграв увесь матч. У футболці «Металіста-2» провів 15 матчів. За головну команду харківського «Металіста» дебютував 26 вересня 2007 року в переможному (3:1) виїзному поєдинку 1/16 фіналу кубку України проти ПФК «Севастополя». Кіктьов вийшов у стартовому складі та відіграв увесь матч. Цей поєдинок виявився єдиним у футболці «Металіста». Решту часу футболіст захищав кольори молодіжної команди клубу, в складі якої відіграв 85 матчів. Надалі Тарас мандрував по орендах. 
У 2008 році захищав кольори ужгородського «Закарпаття». У футболці ужгородського клубу дебютував 6 серпня 2008 року в переможному (4:2) домашньому поєдинку 2-го попереднього раунду кубку України проти луцької «Волині». Кіктьов вийшов у стартовому складі та відіграв увесь матч. У першій лізі чемпіонаті України дебютував в ужгородській команді 10 серпня 2008 року в переможному (3:2) домашньому поєдинку 4-го туру проти київської «Зміни». Тарас вийшов на поле на 46-ій хвилині, замінивши Володимира Браілу. У складі «Закарпаття» зіграв 11 матчів у першій лізі та 3 поєдинки в кубку України. 
У 2009 році також на правах оренди захищав кольори харківського «Геліоса». Дебютував у харківському клубі 29 березня 2009 року в програному (1:3) виїзному поєдинку 20-го туру першої ліги чемпіонату України проти ПФК «Олександрія». Кіктьов вийшов у стартовому складі та відіграв увесь матч. У футболці «сонячних» зіграв 22 матчі в першій лізі та 1 поєдинок у кубку України. 
У сезоні 2010/11 років на правах оренди виступав у ФК «Суми». Дебютував у складі сум'ян 24 липня 2010 року в програному (1:3) виїзному поєдинку 1-го туру групи «А» другої ліги чемпіонату України проти моршинської «Скали». Тарас вийшов на поле на 53-ій хвилині, замінивши Олександра Вечтомова. Цей матч виявився єдиним у першій лізі за період виступів у «Сумах». Після цього зіграв ще один поєдинок, в рамках кубку України проти все тієї ж «Скали». Цього разу Кіктьов зіграв усі 90 хвилин, але його команда поступилася з рахунком 2:3. 
У 2011 році підписав повноцінний контракт з хмельницьким «Динамо». Дебютував у складі хмельницької команди 16 квітня 2011 року в програному (0:3) виїзному поєдинку 15-го туру групи «А» другої ліги чемпіонату України проти білоцерківської «Росі». Тарас вийшов на поле в стартовому складі та відіграв увесь матч. У складі хмельницьких динамівців зіграв 6 матчів.
16 липня 2012 року Тарас Кіктьов помер через недіагностовану серцеву недостатність.

## Стиль гри
|  | ...на футбольному полі він ... заряджав веселим настроєм. На футбольному полі запам'ятався дуже спокійною людиною. Навіть надто спокійним. Він міг, граючи останнього захисника, «кинути між» нападнику. Він був в цьому плані, по-хорошому авантюрним футболістом. Дуже любив обігрувати форвардів |

.